# Ropalopus aurantiicollis
Ropalopus aurantiicollis là một loài bọ cánh cứng trong họ Cerambycidae.